# Mubadala Abu Dhabi Open 2025 - Qualificazioni singolare
Le qualificazioni del singolare del Mubadala Abu Dhabi Open 2025 sono un torneo di tennis preliminare per accedere alla fase finale della manifestazione disputate il 1 e 2 febbraio 2025. I vincitori dell'ultimo turno sono entrati di diritto nel tabellone principale. In caso di ritiro di uno o più giocatori aventi diritto a questi sono subentrati i Lucky loser, ossia i giocatori che hanno perso nell'ultimo turno ma che avevano una classifica più alta rispetto agli altri partecipanti che avevano comunque perso nel turno finale.

## Teste di serie
1. Veronika Kudermetova (ultimo turno, lucky loser)
2. McCartney Kessler (qualificata)
3. Moyuka Uchijima (ultimo turno, lucky loser)
4. Katie Volynets (qualificata)
5. Renata Zarazúa (qualificata)
6. Kamilla Rachimova (primo turno)

1. Sofia Kenin (qualificata)
2. Ėrika Andreeva (primo turno)
3. Taylor Townsend (primo turno)
4. Diane Parry (primo turno, ritirata)
5. Sonay Kartal (qualificata)
6. Hailey Baptiste (primo turno)

## Qualificate
1. Sofia Kenin
2. McCartney Kessler
3. Sonay Kartal

1. Katie Volynets
2. Renata Zarazúa
3. Wakana Sonobe

### Lucky loser
1. Veronika Kudermetova

1. Moyuka Uchijima

## Tabellone

### Legenda
| - Q = Qualificato - WC = Wild card - LL = Lucky loser | - ALT = Alternate - SE = Special Exempt - PR = Protected Ranking | - w/o = Walkover - r = Ritirato - d = Squalificato |

### Sezione 1
|  | Primo turno | Primo turno          | Primo turno          | Primo turno | Primo turno |  |  | Ultimo turno | Ultimo turno         | Ultimo turno         | Ultimo turno | Ultimo turno |  |
|  |             |                      |                      |             |             |  |  |              |                      |                      |              |              |  |
|  | 1           | Veronika Kudermetova | Veronika Kudermetova | 6           | 6           |  |  |              |                      |                      |              |              |  |
|  | WC          | Laura Samson         | Laura Samson         | 1           | 2           |  |  | 1            | Veronika Kudermetova | Veronika Kudermetova | 63           | 2            |  |
|  |             | Aoi Itō              | Aoi Itō              | 64          | 2           |  |  | 7            | Sofia Kenin          | Sofia Kenin          | 7            | 6            |  |
|  | 7           | Sofia Kenin          | Sofia Kenin          | 7           | 6           |  |  |              |                      |                      |              |              |  |

### Sezione 2
|  | Primo turno | Primo turno         | Primo turno         | Primo turno | Primo turno |  |  | Ultimo turno | Ultimo turno      | Ultimo turno      | Ultimo turno | Ultimo turno |  |
|  |             |                     |                     |             |             |  |  |              |                   |                   |              |              |  |
|  | 2           | McCartney Kessler   | McCartney Kessler   | 6           | 6           |  |  |              |                   |                   |              |              |  |
|  |             | Julija Starodubceva | Julija Starodubceva | 2           | 1           |  |  | 2            | McCartney Kessler | McCartney Kessler | 6            | 6            |  |
|  | WC          | Teodora Kostović    | Teodora Kostović    | 6           |             |  |  | WC           | Teodora Kostović  | Teodora Kostović  | 4            | 2            |  |
|  | 10          | Diane Parry         | Diane Parry         | 2           | r           |  |  |              |                   |                   |              |              |  |

### Sezione 3
|  | Primo turno | Primo turno     | Primo turno     | Primo turno | Primo turno |  |  | Ultimo turno | Ultimo turno    | Ultimo turno    | Ultimo turno | Ultimo turno |  |
|  |             |                 |                 |             |             |  |  |              |                 |                 |              |              |  |
|  | 3           | Moyuka Uchijima | Moyuka Uchijima | 7           | 6           |  |  |              |                 |                 |              |              |  |
|  |             | Olivia Gadecki  | Olivia Gadecki  | 5           | 2           |  |  | 3            | Moyuka Uchijima | Moyuka Uchijima | 1            | 4            |  |
|  |             | Chloé Paquet    | 6               | 2           | 3           |  |  | 11           | Sonay Kartal    | Sonay Kartal    | 6            | 6            |  |
|  | 11          | Sonay Kartal    | 4               | 6           | 6           |  |  |              |                 |                 |              |              |  |

### Sezione 4
|  | Primo turno | Primo turno    | Primo turno    | Primo turno | Primo turno |  |  | Ultimo turno | Ultimo turno   | Ultimo turno   | Ultimo turno | Ultimo turno |  |
|  |             |                |                |             |             |  |  |              |                |                |              |              |  |
|  | 4           | Katie Volynets | Katie Volynets | 6           | 6           |  |  |              |                |                |              |              |  |
|  | WC          | Heather Watson | Heather Watson | 4           | 3           |  |  | 4            | Katie Volynets | Katie Volynets | 7            | 6            |  |
|  |             | Daria Saville  | 63             | 6           | 6           |  |  |              | Daria Saville  | Daria Saville  | 68           | 3            |  |
|  | 8           | Ėrika Andreeva | 7              | 4           | 3           |  |  |              |                |                |              |              |  |

### Sezione 5
|  | Primo turno | Primo turno         | Primo turno | Primo turno | Primo turno |  |  | Ultimo turno | Ultimo turno   | Ultimo turno   | Ultimo turno | Ultimo turno |  |
|  |             |                     |             |             |             |  |  |              |                |                |              |              |  |
|  | 5           | Renata Zarazúa      | 6           | 1           |             |  |  |              |                |                |              |              |  |
|  |             | Ysaline Bonaventure | 3           | 0           | r           |  |  | 5            | Renata Zarazúa | Renata Zarazúa | 6            | 6            |  |
|  |             | Zeynep Sönmez       | 6           | 5           | 7           |  |  |              | Zeynep Sönmez  | Zeynep Sönmez  | 1            | 2            |  |
|  | 9           | Taylor Townsend     | 1           | 7           | 5           |  |  |              |                |                |              |              |  |

### Sezione 6
|  | Primo turno | Primo turno       | Primo turno     | Primo turno | Primo turno |  |  | Ultimo turno | Ultimo turno   | Ultimo turno   | Ultimo turno | Ultimo turno |  |
|  |             |                   |                 |             |             |  |  |              |                |                |              |              |  |
|  | 6           | Kamilla Rachimova | 7               | 64          | 3           |  |  |              |                |                |              |              |  |
|  |             | Cristina Bucșa    | 5               | 7           | 6           |  |  |              | Cristina Bucșa | Cristina Bucșa | 3            | 3            |  |
|  | WC          | Wakana Sonobe     | Wakana Sonobe   | 6           | 6           |  |  | WC           | Wakana Sonobe  | Wakana Sonobe  | 6            | 6            |  |
|  | 12          | Hailey Baptiste   | Hailey Baptiste | 3           | 1           |  |  |              |                |                |              |              |  |